# William Withering
William Withering (Wellington, 17 marzo 1741 – Birmingham, 6 ottobre 1799) è stato un botanico britannico.
Scopritore della digitalis, la usò per combattere la cardiopatia.

## Opere
- 1766- Dissertation on angina gangrenosa